# Медаль «25 лет Апрельского восстания»
Медаль «25 лет Апрельского восстания» - памятная медаль, государственная награда княжества Болгарии.

## История
Медаль была учреждена 19 апреля 1901 года рескриптом Фердинанда I, ей были награждены все оставшиеся в живых участники Апрельского восстания 1876 года.
Изготавливалась на ювелирной фабрике в Софии.

## Описание медали
Медаль изготовлена из бронзы, она имеет форму правильного круга диаметром 34 мм.
На аверсе изображен вставший на задние лапы коронованный лев.
В верхней части медали имеется ушко, посредством продеваемого через которое металлического кольца медаль прикрепляется к треугольной колодке с лентой тёмно-красного цвета (с узкой бело-зелёной полоской по краям).